# 34738 Халберт
34738 Халберт (34738 Hulbert) — астероїд головного поясу, відкритий 20 серпня 2001 року.
Тіссеранів параметр щодо Юпітера — 3,673.